# 大国政治の悲劇
『大国政治の悲劇』（英語: The Tragedy of Great Power Politics）は、アメリカの政治学者ジョン・ミアシャイマーによる国際政治学の著作。

## 概要
ミアシャイマーは1947年に生まれ、軍務を経てコーネル大学で博士号を取得した安全保障学が専門の国際政治学者である。ハーバード大学で研究員として従事した後にシカゴ大学へ移り、国際政治や軍事戦略の研究を行っている。彼の研究上の立場は現実主義の伝統の中でも攻撃的現実主義として区分されている。
本書は2001年に刊行した。ミアシャイマーの攻撃的現実主義の理論が展開された著作であり、同時にアメリカの安全保障政策についての検討が行われている研究でもある。第1章導入、第2章アナーキーとパワーをめぐる争い、第3章富とパワー、第4章ランドパワーの優位、第5章生き残りのための戦略、第6章大国の実際の行動、第7章イギリスとアメリカ、第8章「バランシング」対「バック・パッシング」、第9章大国間戦争の原因、第10章21世紀の大国政治から成り立っている。
ミアシャイマーの攻撃的現実主義の理論では新現実主義の立場と同様にシステムの構造に着目する。国際政治の舞台はアナーキーであるために各大国は自らの生き残りを常に考えながら行動する主体として捉える。したがって、生存を確実にするために国家の目標は国際システムにおいて覇権を獲得することであると考えられる。このようにミアシャイマーは国家がパワーを最大化する必然性について国際システムの構造と国家の生存を関連付けて考えている。ミアシャイマーの議論の特徴は国家が必ずしも覇権を獲得しようとするとは限らないという防御的現実主義の議論を批判している点にあり、国家はそれ特有の性格によってパワーを追求するのではなく、国際システムの構造によってパワーの追求が促されると考えている。さらにそのパワーとは軍事的潜在力と軍事力の二つの側面を持つものであり、富は必ずしもパワーであるとはいえないと論じている。
ミアシャイマーは冷戦後の世界においても国際システムの構造は持続していることが指摘されている。特にミアシャイマーは21世紀初頭の国際情勢の分析から米中関係について注意を促している。中華人民共和国（中国）は北東アジアという地域において覇権を確立するためにパワーを追求すると予測してアメリカにとって重大な脅威となりうると述べている。なぜなら中国はアメリカの軍事的潜在力を超えるパワーを保有することができる国家であり、アメリカにとっては中国の経済成長を遅滞させることこそが国益だと考えた。

## 文献情報
- The Tragedy of Great Power Politics, (W. W. Norton, 2001).
  - 奥山真司訳『大国政治の悲劇――米中は必ず衝突する!』（五月書房, 2007年）
  - 奥山真司訳『大国政治の悲劇――米中は必ず衝突する!』（五月書房新社, 2019年）、増訂版